# Páfoszi nemzetközi repülőtér
A páfoszi nemzetközi repülőtér (görögül: Diethnísz Aeroliménasz Páfu [Διεθνής Αερολιμένας Πάφου]) (IATA: PFO, ICAO: LCPH) nemzetközi repülőtér Páfosz városa mellett; Ciprus második legnagyobb repülőtere.

## Fekvése
Ciprus délnyugati részén, Páfosz város központjától 10 km-re délkeletre helyezkedik el. Innen könnyen megközelíthetőek a nyugat-ciprusi üdülőhelyek, mint például Páfosz, Coral Bay vagy Limassol. A gyakran túlzsúfolt B6-os és E603-as utak tehermentesítésére egy új 4 sávos autóutat terveznek Páfosz és a repülőtér között.

## Története
A régi repülőtér felújítása 2008 novemberében fejeződött be az új terminál átadásával. 2006 májusában az üzemeltetést a  Hermes Airports Ltd. vette át 25 évre. A repülőtéren bankok, kávézók, éttermek, ajándékbolt, turisztikai kirendeltség található. Lehetőség van autókölcsönzésre valamint gondot fordítottak a gyermekek és a fogyatékossággal élők kiszolgálásra is.

## Balesetek
- 1962. február 24-én a TAROM légitársaság Il-18V típusú gépe hajtott végre kényszerleszállást, de sérülés nem történt.

## Légitársaságok
- Blue Air (Bukarest-Băneasa, Thesszaloniki)
- British Airways (London-Gatwick)
- Bulgaria Air (Szófia, Bejrút [szezonális])
- Cyprus Airways (Amszterdam, Athén, Birmingham, Frankfurt, Larnaca, London-Heathrow, London Stansted, Manchester, Thesszaloniki)
- easyJet (London-Gatwick, Manchester)
- Finnair (Helsinki)
- Jetairfly (Brüsszel)
- Luxair (Luxembourg) [szezonális]
- Olympic Airlines (Athén, Thesszaloniki)
- Thomas Cook Airlines (Belfast-International, Birmingham, Bristol, Cardiff, Glasgow-International, London-Gatwick, Manchester, Newcastle)
- Thomsonfly (Birmingham, Bournemouth, Cardiff, Doncaster/Sheffield, East Midlands, Glasgow-International, London-Gatwick, London-Luton, London-Stansted, Manchester, Newcastle)
- Transavia.com (Amszterdam)
- Ryanair (Szófia, Bournemouth, Liverpool, London Stansted, Kréta, Míkonosz, Szaloniki, Milánó Bergamo, Róma Ciampino, Bukarest, Stockholm Skavsta, Pozsony, Kyiv, Tallinn, Dublin, Tel Aviv, Amman, Beirut, Katowice, Krakkó, Poznan, Varsó Modlin, Riga, Kaunas, Budapest, Málta, Berlin Tegel)[2]

## Forgalom
Az utasforgalom az elmúlt években az alábbi módon változott:
| Utasok száma | 1 832 655 | 1 765 431 | 1 613 546 | 1 778 898 | 2 175 114 | 2 276 274 | 2 516 628 | 2 872 391 | 632 890 | 3 179 776 |
|              | 2006      | 2008      | 2010      | 2011      | 2013      | 2015      | 2017      | 2018      | 2020    | 2022      |

## Fordítás
- Ez a szócikk részben vagy egészben  a   Paphos_International_Airport című angol Wikipédia-szócikk fordításán alapul.  Az eredeti cikk szerkesztőit annak laptörténete sorolja fel. Ez a jelzés csupán a megfogalmazás eredetét és a szerzői jogokat jelzi, nem szolgál a cikkben szereplő információk forrásmegjelöléseként.